# كنديان
كنديان (بالإنجليزية: Canadian, Texas)‏ هي مدينة تقع بولاية تكساس في شمال شرق الولايات المتحدة. تبلغ مساحة هذه المدينة 3.3 (كم²)، وترتفع عن سطح البحر 739 م، بلغ عدد سكانها 2233 نسمة في عام 2000 حسب إحصاء مكتب تعداد الولايات المتحدة وتصل الكثافة السكانية فيها 668.3 نسمة/كم2.

## التركيبة السكانية
حدّد مكتب تعداد الولايات المتحدة بيانات التركيبة السكانية لكنديان في تعداد الولايات المتحدة. في ما يلي، التركيبة السكانية حسب تعدادي 2000 و2010.

### تعداد عام 2000
بلغ عدد سكان كنديان 2,233 نسمة بحسب تعداد عام 2000، وبلغ عدد الأسر 869 أسرة وعدد العائلات 626 عائلة مقيمة في المدينة. في حين سجلت الكثافة السكانية 664.6 نسمة لكل كيلومتر مربع (1,721.3/ميل2). وبلغ عدد الوحدات السكنية 1,047 وحدة بمتوسط كثافة قدره 311.6 لكل كيلومتر مربع (807.0/ميل2).
وتوزع التركيب العرقي للمدينة بنسبة 88.94% من البيض و0.22% من الأمريكيين الأفارقة و0.76% من الأمريكيين الأصليين و0.13% من الأمريكيين ذوي الأصول الآسيوية و0.04% من سكان جزر المحيط الهادئ و9% من الأعراق الأخرى و0.90% من عرقين مختلطين أو أكثر و18.76% من الهسبانيون أو اللاتينيون من أي عرق.
بلغ عدد الأسر 869 أسرة كانت نسبة 37.2% منها لديها أطفال تحت سن الثامنة عشر تعيش معهم، وبلغت نسبة الأزواج القاطنين مع بعضهم البعض 60.9% من أصل المجموع الكلي للأسر، ونسبة 7.6% من الأسر كان لديها معيلات من الإناث دون وجود شريك، بينما كانت نسبة 3.6% من الأسر لديها معيلون من الذكور دون وجود شريكة وكانت نسبة 28% من غير العائلات. تألفت نسبة 26.1% من أصل جميع الأسر من عدة أفراد يعيشون في نفس المنزل ونسبة 13.5% كانت تتألف من شخص يعيش بمفرده يبلغ من العمر 65 عاماً أو أكثر. وبلغ متوسط حجم الأسرة المعيشية 2.52، أما متوسط حجم العائلات فبلغ 3.04.
بلغ العمر الوسطي للسكان 37.7 عاماً. وكانت نسبة 27.5% من القاطنين تحت سن الثامنة عشر، وكانت نسبة 7.2% بين الثامنة عشر والرابعة والعشرين عاماً، ونسبة 26.8% كانت واقعةً في الفئة العمرية ما بين الخامسة والعشرين والرابعة والأربعين عاماً، ونسبة 22.9% كانت ما بين الخامسة والأربعين والرابعة والستين، ونسبة 13.5% كانت ضمن فئة الخامسة والستين عاماً فما فوق. يوجد لكل 100 أنثى 94.7 ذكر، ويوجد لكل 100 أنثى في الثامنة عشر من عمرها فما فوق 90.8 ذكر.
بلغ متوسط دخل الأسرة في المدينة 31,929 دولارًا، أما متوسط دخل العائلة فبلغ 38,676 دولارًا. وكان متوسط دخل الذكور 30,240 دولارًا مقابل 17,083 دولارًا للإناث. وسجل دخل الفرد الخاص بالمدينة 16,384 دولارًا. وكانت نسبة 12.3% من العائلات ونسبة 14.1% من السكان تحت خط الفقر، وكان من هؤلاء نسبة 19.4% تحت سن الثامنة عشر ونسبة 16.4% في الخامسة والستين من العمر وما فوق.

### تعداد عام 2010
بلغ عدد سكان كنديان 2,649 نسمة بحسب تعداد عام 2010، وبلغ عدد الأسر 936 أسرة وعدد العائلات 680 عائلة مقيمة في المدينة. في حين سجلت الكثافة السكانية 788.4 نسمة لكل كيلومتر مربع (2,041.9/ميل2). وبلغ عدد الوحدات السكنية 1,068 وحدة بمتوسط كثافة قدره 317.9 لكل كيلومتر مربع (823.4/ميل2).
وتوزع التركيب العرقي للمدينة بنسبة 85.58% من البيض و0.15% من الأمريكيين الأفارقة و0.53% من الأمريكيين الأصليين و0.30% من الأمريكيين ذوي الأصول الآسيوية و0.04% من سكان جزر المحيط الهادئ و11.59% من الأعراق الأخرى و1.81% من عرقين مختلطين أو أكثر و33.94% من الهسبانيون أو اللاتينيون من أي عرق.
بلغ عدد الأسر 936 أسرة كانت نسبة 42.4% منها لديها أطفال تحت سن الثامنة عشر تعيش معهم، وبلغت نسبة الأزواج القاطنين مع بعضهم البعض 58.8% من أصل المجموع الكلي للأسر، ونسبة 8.9% من الأسر كان لديها معيلات من الإناث دون وجود شريك، بينما كانت نسبة 5% من الأسر لديها معيلون من الذكور دون وجود شريكة وكانت نسبة 27.4% من غير العائلات. تألفت نسبة 24.6% من أصل جميع الأسر من عدة أفراد يعيشون في نفس المنزل ونسبة 10.4% كانت تتألف من شخص يعيش بمفرده يبلغ من العمر 65 عاماً أو أكثر. وبلغ متوسط حجم الأسرة المعيشية 2.79، أما متوسط حجم العائلات فبلغ 3.33.
بلغ العمر الوسطي للسكان 32.6 عاماً. وكانت نسبة 31.9% من القاطنين تحت سن الثامنة عشر، وكانت نسبة 6.9% بين الثامنة عشر والرابعة والعشرين عاماً، ونسبة 27.9% كانت واقعةً في الفئة العمرية ما بين الخامسة والعشرين والرابعة والأربعين عاماً، ونسبة 22% كانت ما بين الخامسة والأربعين والرابعة والستين، ونسبة 11.3% كانت ضمن فئة الخامسة والستين عاماً فما فوق. وتوزع التركيب الجنسي للسكان بنسبة 50.2% ذكور و49.8% إناث.

## أعلام
- بيلي كروس
- كين كينغ
- روبرت ر. يونغ
- سالم إبراهام

## معرض صور

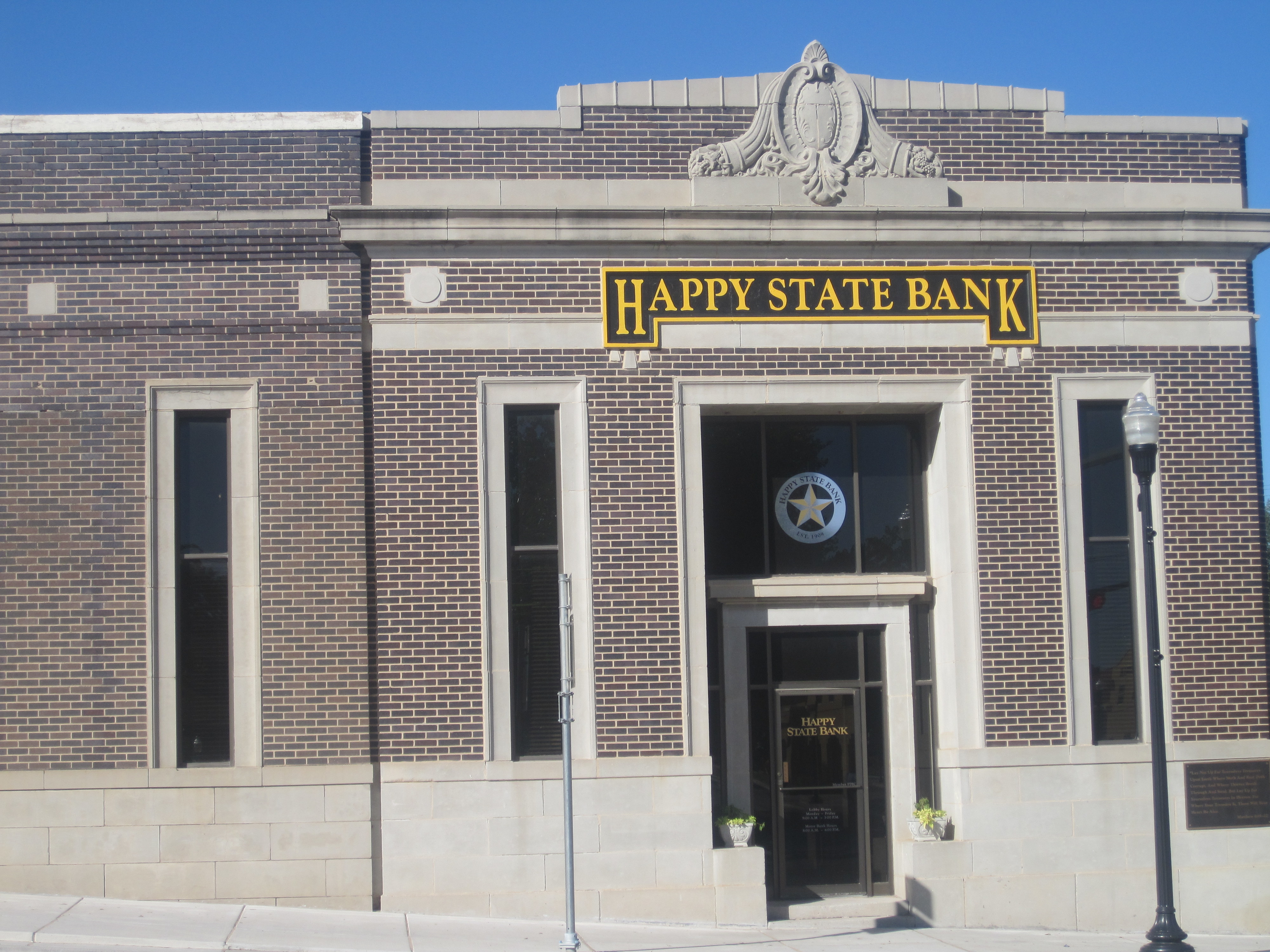
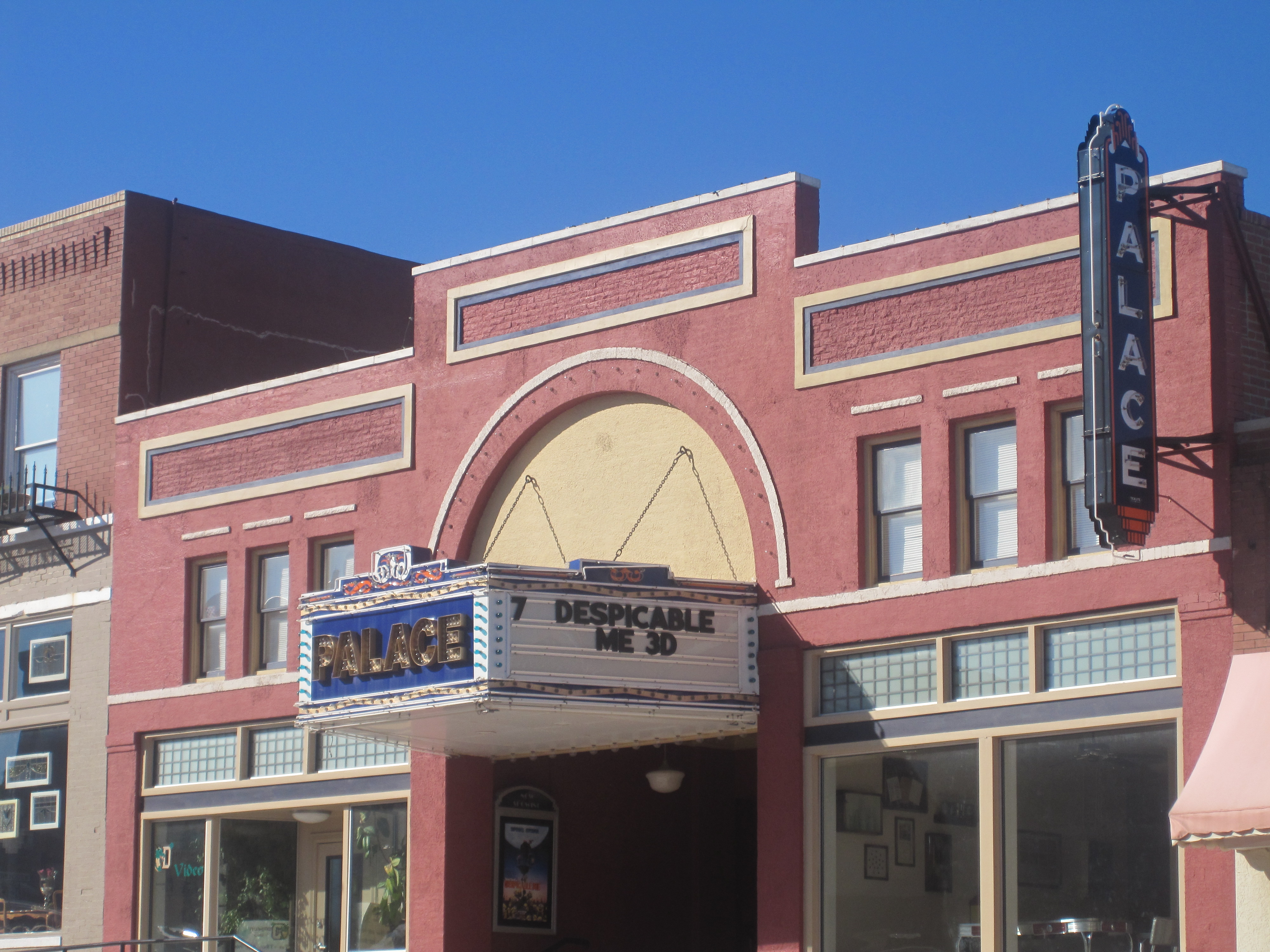

- ملف:Citadel Garden, Canadian, TX IMG 6112.

## وصلات خارجية
- canadiantx.com
- The US50 - Cities and Towns in Texas State